# Elvira Ibraginova
Elvira Ibraginova är en rysk längdåkare och skidskytt.

## Meriter
- Brons vid paralympiska vinterspelen 2006, skidskytte 7,5 km synskadade